# Gabriel Núñez (calciatore 1994)
Gabriel Ernesto Núñez D'Alessandro (Santa Tecla, 24 gennaio 1994) è un ex calciatore salvadoregno naturalizzato dominicano, di ruolo centrocampista.

## Carriera

### Club
Ha giocato nella massima serie salvadoregna.

### Nazionale
Nel 2019 ha esordito in nazionale.

## Statistiche

### Cronologia presenze e reti in nazionale
| Cronologia completa delle presenze e delle reti in nazionale ― Rep. Dominicana | Cronologia completa delle presenze e delle reti in nazionale ― Rep. Dominicana | Cronologia completa delle presenze e delle reti in nazionale ― Rep. Dominicana | Cronologia completa delle presenze e delle reti in nazionale ― Rep. Dominicana | Cronologia completa delle presenze e delle reti in nazionale ― Rep. Dominicana | Cronologia completa delle presenze e delle reti in nazionale ― Rep. Dominicana | Cronologia completa delle presenze e delle reti in nazionale ― Rep. Dominicana | Cronologia completa delle presenze e delle reti in nazionale ― Rep. Dominicana |
| Data                                                                           | Città                                                                          | In casa                                                                        | Risultato                                                                      | Ospiti                                                                         | Competizione                                                                   | Reti                                                                           | Note                                                                           |
| ------------------------------------------------------------------------------ | ------------------------------------------------------------------------------ | ------------------------------------------------------------------------------ | ------------------------------------------------------------------------------ | ------------------------------------------------------------------------------ | ------------------------------------------------------------------------------ | ------------------------------------------------------------------------------ | ------------------------------------------------------------------------------ |
| 12-10-2019                                                                     | Santo Domingo                                                                  | Rep. Dominicana                                                                | 3 – 0                                                                          | Saint Lucia                                                                    | CONCACAF Nations League 2019-2020 - Fase a gironi                              | -                                                                              | 70’                                                                            |
| 25-1-2021                                                                      | Santo Domingo                                                                  | Rep. Dominicana                                                                | 0 – 0                                                                          | Serbia                                                                         | Amichevole                                                                     | -                                                                              | 68’                                                                            |
| 27-3-2021                                                                      | Fort Lauderdale                                                                | Anguilla                                                                       | 0 – 6                                                                          | Rep. Dominicana                                                                | Qual. Mondiali 2022                                                            | -                                                                              |                                                                                |
| Totale                                                                         |                                                                                | Presenze                                                                       | 3                                                                              |                                                                                | Reti                                                                           | 0                                                                              |                                                                                |